# Pio IX
Pio IX este un oraș în Piauí (PI), Brazilia.